# Огам

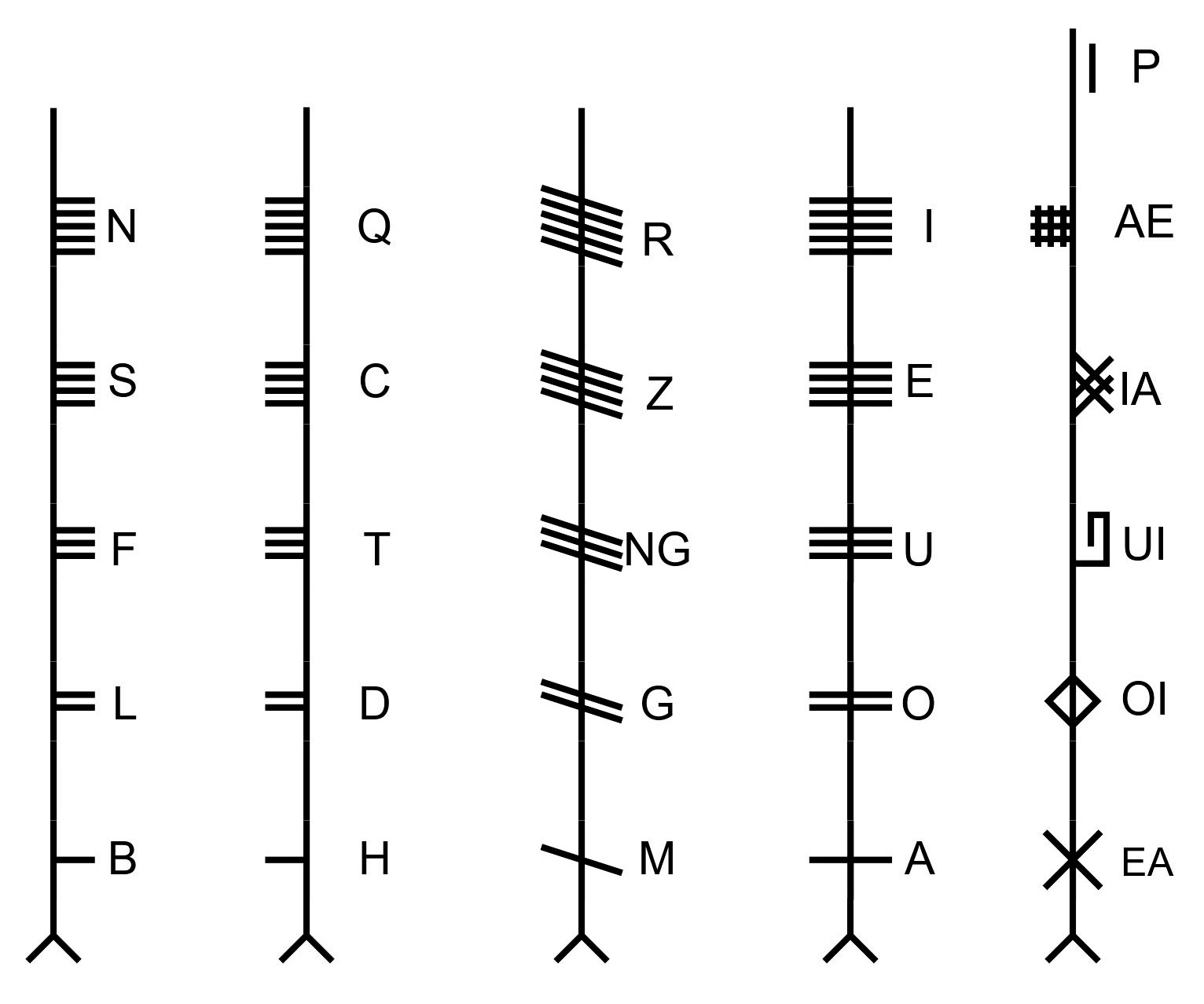
Огамічна абетка

Огамі́чна писемність, о́гам (давньоірландське ogam від імені бога Огми (Oghma)) — алфавітна писемність давніх кельтів, головним чином ірландців. Давньоірландські джерела (зокрема, Auraicept na n-Éces) надають огаму легендарного походження та сакрального значення, але насправді пам'ятки огамічної писемності, що збереглися, являють собою лише переліки імен, написи на могилах тощо. У сучасних неоязичницьких культах широкого розповсюдження набуло уявлення про сакральне значення огама.
Напис алфавітом огама є безперервною лінією з відрізками, що перетинають, або з'єднані з цією лінією.

## Час створення та пам'ятки
Більшість пам'яток огамічної писемності, що збереглися належать до V—VI ст. н. е. Огам був розповсюджений в Ірландії та у Британії. Більшість вчених збігаються у думці, що огам виник під впливом якогось іншого алфавиту: найчастіше джерело називають латинську абетку, що була широко розповсюджена у римській Британії та германський футарк (на користь цього свідчить наявність букв для звуків H и Z, що притаманні германським мовам, але відсутні у давньоірландській. Огам було створено, найімовірніше, у IV ст. н. е., оскільки лінгвістичні характеристики найдавніших написів дозволяють датувати їх саме цим часом. Так у огамі наявна буква, що, ймовірно, позначала лабіовелярний звук [gw] (в написах вона не засвідчена, але очевидно, що вона була присутня в огамі з початку). Цей звук збігається з давньоірландським [g], але він не реконструється на основі збігів на кшталт ст.-ірл. guidid : валл. gweddi `молитися' (при цьому зазвичай валлійське gw- збігається з ірландським f-)

## Сакральне значення огама у сучасному язичництві
Розрізняють релігійну (таку що використовувалася для сакральних текстів) та звичайну огамічну писемність. Вважається, що кожен символ релігійного огама було пов'язано з певною породою дерева. З кожним огамічним символом пов'язується не тільки дерево, але й божество, стихія та риса характеру.
Наприклад, символ, що складається з двох штрихів, що приєднуються до основної лінії справа (або зверху, для горизонтальної лінії) вимовляється як L. До нього відносилися горобина, стихія повітря, бог Матс, а також духовні та фанатичні риси характеру.